# Радио-тишина
У телекомуникацијама, радио тишина или контрола емисија (EMCON) је статус у којем се од свих фиксних или мобилних радио станица у некој од подручја тражи да престане са емитовањем из безбедносних разлога или безбједности
Појам "радио станица" може укључивати све што може пренијети радио сигнал. Један брод, авион, свемирски брод или група њих такође може одржавати радио тишину.

## Војска
Наруџбину за радио тишину генерално издаје војска гдје било који радио пренос може открити положаје војника, било чујно из звука разговора или путем радио смијрова. У екстремним сценаријима електронска тишина ('Emissions Control' or EMCON) такође се може поставити као одбрана од пресретања.
У британској војсци, укидање и наметање радио тишине ће бити дато у наређењима или наређено контролом користећи 'Battle Code' (BATCO). Контрола је једини ауторитет који намеће или подиже радио тишину у потпуности или селективно. Уклањање радио тишине може се наручити само на основу овлаштења штаба која је наметнула на прво мјесто. Током периода радио тишине станица може, са оправданим узроцима, пренијети поруку. Ово је познато као Breaking Radio Silence (Прекид радио тишине). Потребни одговори су дозвољени, али се радио тишина аутоматски накнадно наметне. Станица за разбијање преноси своју поруку користећи BATCO ради прекидања радио тишине.
Команда за наметање радио тишине је:
Поздрав свим станицама, ово је 0. Имајте радио тишине. Крај.
Друге противријече су такође примјењене да би се заштитиле тајне од интелигенције непријатељских сигнала. Електронске емисије могу се користити за плотирање линије лежишта на пресретани сигнал, а ако га детектује више од једног пријемника, триангулација може процијенити његову локацију. Radio Detection Finding (RDF) било је критично важно током битке за Британију и достигло високу зрелост почетком 1943. године уз помоћ институција Сједињених Држава које су помагале британским истраживањима и развоју под притиском континуиране битке Атлантика током Другог светског рата када лоцира У-чамце. Један кључни пробој био је да се ожени са МИТ / Раитхеон технологијом развијеном ЦРТ технологијом са паром РДФ антена које пружају диференцијално изведено тренутачно лежање корисно у тактичким ситуацијама, омогућавајући пратњама да спусте лежај до пресретнуте. Команда У-брода Волфпацкс-а је захтијевала најмање једном дневно пријављивање пријаве, дозвољавајући новим Хунтер-Киллер групацијама тактички да се локално крећу у У-чамцима од априла, што је довело до драматичних љуљања у ратним богатствима у борбама између марта, када У-чамци су потонули преко 300 савезничких бродова и "Black May" када су савезници убили најмање 44 У-чамаца - сваки без налога за вјежбу ЕМЦОН / радио тишине.

## Друге употребе термина
Радио тишина се може одржавати у друге сврхе, као на примијер за високо осјетљиву радио астрономију. Радио тишина се може појавити и за свемирску опрему чија је антена привремено одвојена од Земље ради обављања посматрања или нема довољно снаге за рад радио трансмитера или током поновног уласка када врућа плазма окружује свемирску летву блокира радио сигнале.
У САД-У, CONELRAD, EBS и EAS су такође били начин одржавања радио тишине, углавном у емитовању, у случају напада.